# Ґолиці-Кольонія
Ґолиці-Кольонія (пол. Golice-Kolonia) — село в Польщі, у гміні Седльці Седлецького повіту Мазовецького воєводства.
Населення — 105 осіб (2011).
У 1975-1998 роках село належало до Седлецького воєводства.

## Демографія
Демографічна структура станом на 31 березня 2011 року:
|          | Загалом | Допрацездатний вік | Працездатний вік | Постпрацездатний вік |
| -------- | ------- | ------------------ | ---------------- | -------------------- |
| Чоловіки | 53      | 8                  | 36               | 9                    |
| Жінки    | 52      | 11                 | 29               | 12                   |
| Разом    | 105     | 19                 | 65               | 21                   |